# Blue Cat
Blue Cat ist ein Jazzalbum von Bobby Bradford, Frode Gjerstad, Kent Carter und John Stevens. Die im Juni 1991 im Albany, London, entstandenen Aufnahmen erschienen im November 2019 auf NoBusiness Records als LP in limitierter Auflage.

## Hintergrund
Frode Gjerstad gründete 1981 mit John Stevens und Eivin One Pedersen die kollaborative Formation Detail, in die 1982 Johnny Dyani für Pedersen einwechselte. Nachdem Dyani 1986 gestorben war, kam Kent Carter an seine Stelle. Das Ensemble, das vor allem in Skandinavien und Großbritannien auftrat, existierte bis 1994.
Das litauische Label NoBusiness Records veröffentlichte 2019 nach Day Two (einem Mitschnitt aus dem Jahr 1982) weiteres Archivmaterial von Detail. Als dieser Livemitschnitt 1991 aufgenommen wurde, war der Kornettist Bobby Bradford dabei, ein ehemaliger Sideman von Ornette Coleman, der bereits 1986 mit der vorherigen Version von Detail auf Tournee und an Aufnahmen beteiligt war (In Time Was, Circulasione Totale).

## Titelliste
- (NoBusiness Records NBLP 130)[2]

1. Blue Cat - Part I 22:13
2. Blue Cat - Part II 10:03
3. Blue Cat - Part III 10:29

Die Kompositionen stammen von Bradford, Gjerstad, Stevens und Carter.

## Rezeption
Mit seinen Fanfaren, Blues-Anklängen und boppigen Idiomen würde Bradford den frei laufenden organischen Austausch mit einer älteren [Jazz-]Tradition verbinden und zusammen mit Stevens’ Vorliebe für einen regelmäßigen Puls eine lyrisch swingende Avantgarde schaffen, schrieb John Sharpe (All About Jazz). Sein Zusammenspiel mit Gjerstads Altsaxophon sei eine der Freuden dieses Albums. Es gebe auch einen erkennbaren Coleman-Einfluss auf Gjerstads Spiel, viel mehr als in späteren Jahren, der sich in einigen seiner Phrasierungen manifestiere, obwohl er extremeren Wendungen und Kompressionen in der Klangfülle unterworfen war. Es bleibe Kant Carter am Bass überlassen, das Geschehen mit getragenen Figuren zu verankern. Tatsächlich würde die Coleman-Verbindung weiter auf „Part II“ beschworen, wo Bradford klingt, als würde er Ornettes Klassiker „Lonely Woman“ kanalisieren, während Stevens einen rollenden Groove hämmere und Gjerstad im Hintergrund kreise.